# HNLMS Bloys van Treslong (F824)
Le HNLMS Bloys van Treslong (F824) est une frégate ayant appartenu à la marine néerlandaise de 1982 à 2003. À partir de 2003, elle est vendue à la marine grecque qui la renomme HS Nikiforos Fokas (F-466). Elle appartient à la classe Kortenaer.

## Histoire
Le navire est construit à Schiedam par Wilton-Fijenoord. Il est lancé le 15 novembre 1980 et rentre en service deux ans plus tard. En 1993, il sert à patrouiller dans les eaux des Antilles néerlandaises et est notamment envoyé à Haïti, pour y soutenir la mission des Nations unies. En 1996, il se rend en Norvège avec plusieurs autres bâtiments de la marine hollandaise. Il est finalement décommissionné en 2003 pour être vendu à la marine hellénique. Renommé en l'honneur de l'empereur byzantin Nicéphore II Phocas, il participe à la mission Atalanta en 2009 et 2011, au large de la Somalie.